# Estudio Op. 25, n.º 11 (Chopin)

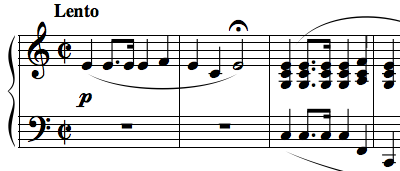
Inicio del Étude Op. 25, n.º 11

Étude Op. 25, n. ° 11 en La menor, a menudo denominado Viento de invierno, es un estudio técnico para piano solo compuesto por Frédéric Chopin en 1836. Se publicó por primera vez junto con todos los estudios opus 25 en 1837, en Francia, Alemania e Inglaterra. La primera edición francesa indica un compás común, pero tanto el manuscrito como la primera edición alemana presentan un tiempo reducido. Los primeros cuatro compases que caracterizan la melodía se agregaron justo antes de la publicación por consejo de Charles A. Hoffmann, un amigo del compositor. Este estudio es considerado como uno de los más complicados de entre los 24 estudios de Chopin.

## Estructura

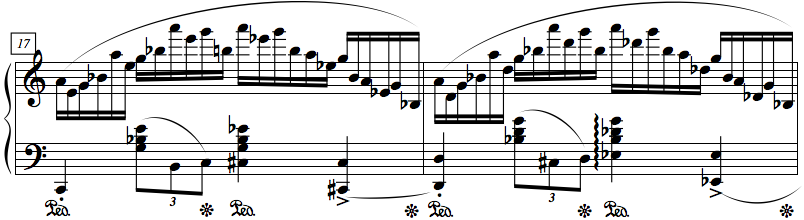
Características semicorcheas en dosillo que componen la mayor parte de este étude

El étude es una pieza creada para desarrollar la resistencia, la destreza y la técnica, habilidades esenciales para cualquier pianista de concierto. Comienza con una introducción de la melodía principal en piano (suave). Continúa el primer tema, que consta de tumultuosas cascadas de semicorcheas: dosillos (semicorcheas) y una figura que salta para la mano izquierda en el relativo mayor, Do mayor, que poco después se convierte en una repetición del primer tema. Termina con un breve desarrollo en una coda fortissimo y termina con una declaración final del tema.

## Técnica
El Étude op. 25, No. 11, es una pieza para ejercitar la destreza de la mano derecha y la flexibilidad de la mano izquierda. Ambas manos juegan un papel importante a lo largo de la pieza; la melodía se canta con la mano izquierda pesada, y la mano derecha contribuye con las escalas rápidas y arpegios. Este estudio debe interpretarse con una mentalidad polifónica, tratando ambas manos como melodías separadas que funcionan juntas, en un dúo para un solo intérprete.
Un estudio destaca la importancia de la estructura melódica implícita a través de todas las figuras de la mano derecha. Es decir, el siguiente pasaje (compás 10, 11):
Tendría que ser interpretado así:
acentuando las notas indicadas por corcheas adicionales. Esto sirve para enfatizar el ritmo cuartal subyacente para acentuar aún más el tema de marcha de la mano izquierda. Si bien este análisis puede resultar acertado, la ejecución de este sin las implicaciones antes mencionadas no quita nada a las ondulaciones rítmicas de las escalas cromáticas. Abby Whiteside estuvo de acuerdo con esta subdivisión, llamándolos "patrones tonales que deben resolverse antes de que este Etude sea reproducible". Citando sus procedimientos habituales para promover la fuerza del brazo, enfatizó dos puntos clave ejemplificados por este estudio: "el procedimiento de nota no mejora la ejecución de bravura" y "la técnica de los dedos simplemente no es adecuada para la brillantez y la velocidad". Su tesis afirma que esta obra es imposible de tocar sin la subdivisión antes mencionada, y al mismo tiempo aboga por su técnica de brazo.

## Legado
El escritor y crítico musical estadounidense James Huneker, en su prefacio a la edición de Schirmer de los estudios de Chopin, afirmó que "los hombres de alma pequeña, por muy ágiles que sean sus dedos, deben evitarlo". El estudio es una pieza virtuosa que ha sido interpretada como encore por diversos pianistas, como Evgeny Kissin y Van Cliburn en su disco titulado My Favorite Chopin, y fue evitado escrupulosamente por otros como Vladimir Horowitz, que nunca lo grabó. 